# 1135 Brygada Grenadierów
1135 Brygada Grenadierów, niem. Grenadier-Brigade 1135 – jedna z niemieckich brygad grenadierów. Utworzona w lipcu 1944, już w sierpniu tego roku włączona do 291 Dywizji Piechoty. Przez krótki okres swego istnienia walczyła pod Opatowem w ramach XXXXII Korpusu Armijnego 4 Armii Pancernej (Grupa Armii Północna Ukraina).